# Les Expériences du docteur Crookes
Les Expériences du docteur Crookes est une chronique d'Auguste de Villiers de l'Isle-Adam qui parut pour la première fois dans le Supplément littéraire du Figaro le 10 mai 1884.

## Résumé
Dans cette chronique, Villiers de l'Isle-Adam s'intéresse aux expériences sur les phénomènes du spiritisme menées par le docteur William Crookes.

## Texte
Les Expériences du Dr Crookes (lire sur Wikisource)

## Éditions
- Les Expériences du docteur Crookes dans le Supplément littéraire du Figaro, édition du 10 mai 1884.
- Les Expériences du docteur Crookes, dans L'Amour suprême, 1886.